# Arabis ferdinandi-coburgii
Arabis ferdinandi-coburgii é o nome científico de uma planta da família das Brassicaceae (a que também pertencem as couves, os nabos e a mostarda), utilizada em jardins, especialmente em locais rochosos e facilmente drenáveis. Tem uma forte resistência à secura. As suas folhas armazenam alguma água. As folhas são matizadas de verde-dourado (ouro-velho, segundo a designação popular da espécie, em inglês). As flores, pequenas, são brancas.

## Distribuição
Pode ser encontrada em países da Europa Central, incluindo a Alemanha e a Bulgária.